# GREEN 〜秋空のスクリーン〜
『GREEN 〜秋空のスクリーン〜』（グリーン あきぞらのスクリーン）は、1999年12月29日にジェリーフィッシュより発売されたアダルトゲーム。略称は『GREEN』。
本作は、『ラブ・エスカレーター』（以降、『ラブエス』と表記）を制作した海月製作所のメンバーがジェリーフィッシュとして独立した後、初めて制作した作品である。
2000年11月24日には、公式ムック『GREEN AM BOOK Color of GREEN』の付録という形で、後日談を描いた外伝『GREENHORN』（グリーンホーン）がCD-ROMとして発表された。
本項では、『GREENHORN』についても当項で解説する。

## 発売歴
- 1999年12月29日 - GREEN 〜秋空のスクリーン〜（発売元：ジェイ・ノード[注 4]）[2]
- 2000年11月24日 - GREEN AM BOOK Color of GREEN（発売元：毎日コミュニケーションズ）
- 2011年4月28日 - GREEN 〜秋空のスクリーン〜 STANDARD EDITION（発売元：シューティングスター）
- 2011年9月30日 - GREEN 〜秋空のスクリーン〜 STANDARD EDITION DL販売版[3]

## システム
『ラブエス』と同様、基本的には静止画+口パクのコマンド選択アドベンチャーであるが、シナリオ全体における選択肢の数は少ない。劇中映画（映画部側が『portrait』〈ポートレイト〉、シネマ研究会側が『FINAL FRONTIER SAGA』〈ファイナル・フロンティア・サーガ〉）や一連のセックスシーンといった重要なイベントでは一転し、セル画調のアニメーション（以降、「アニメ」と表記）となる。

### シナリオ
主人公の小野真治とメインヒロインの水野真琴を中心として進む『portrait』の撮影を通じ、あまり起伏に富まない淡々とした日常が描かれる。それに伴い、『portrait』のアニメが徐々に完成していくことでシナリオの進行を体感できるようになっているが、『portrait』のアニメは省略できない。そのため、真治と真琴が1度目のセックスシーンを迎えるまでは、非常に長い印象をプレイヤーへ与えるものとなっている。
真琴以外にも桜井茜・藤原由紀恵・高橋加奈子・広瀬真理子の4人がヒロインとして登場するが、ハッピーエンドが用意されているのは真琴のみであり、茜には個別エンド2種、由紀恵には個別エンド1種しかそれぞれ用意されておらず、どちらも実質上はゲームオーバー（バッドエンド）に等しい上、加奈子や真理子には個別エンドすら用意されていない。また、真琴のハッピーエンドには攻略ルートを間違えないことだけでなく、その合間に3回発生するイベントの神経衰弱に全勝することが必須となっている。攻略ルートによっては茜か由紀恵とのセックスシーンへ至るが、その場合はどちらと行ったにせよハッピーエンドには到達できなくなる。特に、由紀恵の場合はセックスを終えた時点でシナリオも終了してしまう。
本編には加奈子とサブキャラクターの本山浩一に不可解な部分が存在するが、これについては真琴のハッピーエンドを迎えた後に解放されるボーナスシナリオで、加奈子と浩一のセックスシーンを交えながら明かされる。
プレイヤーには、コンプリート済みの者から聞いた後述のセックスシーンの出来に対してシナリオを不出来と見なすだけでなく、貰ったセーブデータで回想モードを開いて本編は一切プレイせず、セックスシーンだけを堪能する者が続出、次作の『LOVERS 〜恋に落ちたら…〜』（以降、『LOVERS』と表記）ではこの点が憂慮されており、別PCへのセーブデータ転用は一切できない仕様となっている。

## セックスシーン
シナリオ全体における回数やバリエーションこそ『ラブエス』より減ったが、真治と真琴の1度目については、2人のファーストキスから愛撫を経て絶頂と射精に至るまでの一連の台詞やアニメを一通り普通に進めた場合、プレイ時間が約10分に渡るほどの長尺となっている。前戯はもちろん途中における体位や視点の変更など、一連の些細な動作もしっかりと描いているが、これについては監督の滝美梨香いわく、実写アダルトビデオ（以降、「実写AV」と表記）を参考にしたとのこと。あまりにも実写AV似の描写と手慣れた様子の膣外射精で締め括られるため、当時存在していたジェリーフィッシュ非公式サイトの掲示板では、「童貞と処女のセックスには見えない」という、一連の描写と膣外射精への皮肉とも受け取れる辛辣な意見も出た。真琴との2度目以降の際にも、夜の湖畔における斜め煽り構図の駅弁体位や後背立位、真琴の自室における魚眼レンズ調構図のフェラチオ、そこから移行してのパイズリや顔射、斜め俯瞰構図での騎乗位やハメ撮り構図の膣外射精など、開発当時に参考とした実写AV似の描写がサブヒロインとの際も含めてふんだんに盛り込まれており、1度目とほぼ同様のこだわりが見て取れる。

## あらすじ
GREEN 〜秋空のスクリーン〜
10月、主人公の小野真治が所属する武蔵ヶ丘学院の映画部では、1か月後の学院祭で上映する自主映画作品の制作を進めていた。ところが、ヒロインを務めるはずだった藤原由紀恵は、肉体関係にあった財前聖人によって彼が率いるシネマ研究会に引き抜かれてしまう。この学院祭は、12月に開催される「全国学生映画コンテスト」の学校代表を決める予選でもある上、3人しかいない映画部に対し、シネマ研究会は映画部と比べて人員も資金も豊富であるため、映画部は窮地に立たされる。
真治は映画部部長の中田英明による後押しの下、少女と子どもの幽霊を題材とした映画を撮ることにした。ある朝、真治はカメラワークの練習と称してビデオカメラを手に校内をうろついていたところ、同級生の水野真琴に出くわす。そして、真琴を由紀恵の代役に据えた彼は、後輩部員の桜井茜と共に、手取り足取りの状態で映画撮影に挑む。
後に『portrait』と名付けられる作品の撮影を通じ、最初こそ監督とヒロインという関係でしかなかった真治と真琴は、急速に男女として惹かれ合っていく。ある日、真治と真琴は、撮影のために夜中の保健室へ忍び込む。そこで2人はファーストキスを兼ねた演技の練習を重ねるうちに自分を抑えられなくなり、遂には唇だけでなく身体も重ね合った末、2人は互いの想いを確信し、二人は恋人同士となる。
財前たちの妨害や、些細な意見の相違による撮影中止の危機もあったが、撮影は進む。また、真治と真琴はセックスを通じて危機を乗り越え、距離を縮めていった。
そして、上映日直前、映画部は『portrait』を完成させる。
ボーナスシナリオ
武蔵ヶ丘学院の教育実習生・高橋 加奈子は、映画部の勝利を見届けた後、作曲担当として『portrait』に参加していた本山 浩一とともに居酒屋へ行き、祝宴を挙げる。加奈子は酔い潰れた彼をホテルで介抱する。やがて、ただの介抱はセックスへと変わっていく。
GREENHORN
11月9日、学院祭を終えて久しい武蔵ヶ丘学院に野沢拓哉という少年が転校してくる。家庭の事情によって転校を繰り返してきた彼は、ひょんなことから真琴の親友・広瀬真理子と知り合う。級友になった真理子との会話を通じ、彼の性格は少しずつ前向きに変わっていく。

## 主な登場人物
全てゲーム本編の描写や、『Color』の文面を出典として記述。声優名は、GREEN/GREENHORN/Color/STANDARD EDITION/CDドラマの順。
男性キャラクターの名字は、全てJリーグ選手から取られている。

### 主人公
小野 真治（おの しんじ）
声：無し / 無し / 宮田幸季 / 無し / 同左
姓名はデフォルト名につき変更可能。武蔵ヶ丘学院2年生。映画部部長の英明に映画への情熱や実力を見出され、自主映画『portrait』の監督へ抜擢された少年。メインヒロインの真琴とは撮影を通じて惹かれ合い、精神的にも肉体的にも急速に関係を深めていく。
映画以外のことに関してはごく普通の目立たない存在であるが、巨根の持ち主である。 周囲（特に浩一）には、何故女性にモテるのかを非常に不思議がられている。

### ヒロイン
水野 真琴（みずの まこと）
声：幡宮かのこ / 同左 / 同左 / 同左 / 同左
身長：163cm / スリーサイズ：86-58-85(cm) / 誕生日：7月7日（かに座）
武蔵ヶ丘学院2年生。奔放な性格で明るく、赤い髪の少女。ひょんなことから『portrait』の主演女優に抜擢されるが、演技に関しては素人。12歳の時に父を交通事故で亡くしているため、今では家計を支える母に代わって家事全般を受け持っている。弟の雅志との他愛無い喧嘩が、唯一のストレ]解消方法。主人公の真治とは撮影を通じて惹かれ合い、精神的にも肉体的にも急速に関係を深めていく。
開発当初の名前は橘 真琴。

### サブヒロイン
桜井 茜（さくらい あかね）
声：羽山りか / 佐藤美佳子 / 同左 / 同左 / 羽山りか
身長：154cm / スリーサイズ：78-56-83(cm) / 誕生日：10月20日（てんびん座）
武蔵ヶ丘学院1年生。おとなしい性格をしている。成り行きから入部した映画部で制作を手伝う一方、真治への恋心を募らせる。絵本作家になりたいという夢を持っているが、自分には無理だと半ば諦めている。最初は真治の傍にいるだけで満足と自分を納得させていたが、真琴の登場によってその気持ちが焦燥へ揺らぎ始め、遂には彼への実力行使へ至ることとなる。
開発当初の名前は桜井 ななせ。
藤原 由紀恵（ふじわら ゆきえ）
声：森野ことり / 友永朱音 / 同左 / 同左 / 森野ことり
身長：166cm / スリーサイズ：87-58-86(cm)
武蔵ヶ丘学院3年生。学院一有名で、どことなく冷たい雰囲気と美しさを併せ持つが、本来は明るく素直な性格。映画部の主演女優だったが、心ならずも肉体関係にある聖人の率いるシネマ研究会に引き抜かれてしまう。聖人には身も心も弄ばれるだけでなく、映画部への妨害工作にも利用されてしまうため、攻略ルートによっては真治とのセックスへ至ることとなる。
開発当初の名前は細川 瞳。
高橋 加奈子（たかはし かなこ）
声：中井淳子 / 未登場 / 中井淳子 / 未登場 / 中井淳子
身長：171cm / スリーサイズ：89-59-87(cm) / 誕生日：12月1日（いて座）
武蔵ヶ丘美術大学から母校の武蔵ヶ丘学院へ赴任してきた教育実習生。「何の社会経験も無い自分が、人に物を教えられるか」という葛藤に悩みながらも、教師になるべく美術実習に励む。好きな美術家はヨハネス・フェルメール。
本編では真治とのセックスシーンどころか脱衣シーンすら用意されていないが、ボーナスシナリオでは浩一を相手にメインヒロインを務める。上記の葛藤を含めた真面目な言動に偽りは無いが、内面には真琴達以上に割り切った倫理観も併せ持っており、浩一の飲酒について一切咎めないほど寛容である。
開発当初の名前は八木 薫。
広瀬 真理子（ひろせ まりこ）
声：静木亜美 / 同左 / 同左 / 同左 / 同左
身長：164cm / スリーサイズ：98-60-89(cm)
真琴の親友で、クラスも同じである。クラブ活動はしておらず、帰宅部。お喋りで涙脆い性格をしている。
巨乳という見た目に反して、攻略対象外であり、セックスシーンを期待していたファンから多大な支持を受け、『GREENHORN』や『真理子ちゃんがイク!!』ではメインヒロインに昇格した。ただし、前者で描かれる拓哉とのセックスシーンにはとある理由が存在する上、後者では真琴に対して親友以上の愛情を抱いている。

### その他
本山 浩一（もとやま こういち）
声：高橋広樹 / 未登場 / 高橋広樹 / 未登場
武蔵ヶ丘学院2年生。自尊心が高く、周囲から尊敬されたいと思ってはいるが、いつも無様な形で終わってしまう。しかし、真治に作曲の才能を見出され、『portrait』のBGM作曲を依頼される。
ボーナスシナリオでは主人公を務める。
中田 英明（なかた ひであき）
声：内野一 / 同左 / 同左 / 同左
武蔵ヶ丘学院3年生。映画部の部長。独特な言動や風采のため、周囲からは奇異の目で見られている。しかし、映画に関する知識や編集能力には優れており、絶対に妥協はしない。真治を深く信頼しているために『portrait』の制作には直接関わらないが、日払いのアルバイトに励んで制作費の足しにするなど、彼を陰ながら支えていく。
水野 雅志（みずの まさし）
声：MI-KO / 未登場 / MI-KO / 未登場
真琴の弟で小学生。相手が年上であれ、敬語を全く使わない生意気な性格をしている。幼い頃に父を亡くした寂しさから、真琴に近付く男には、悪知恵を駆使し、友人を使ってでも陥れようとする。
財前 聖人（ざいぜん まさと）
武蔵ヶ丘学院3年生。シネマ研究会の部長。表向きは文武両道かつ、洗練された社交的な性格で通っている。しかし、裏では由紀恵を精神的にも肉体的にも弄ぶ非道な性格をしており、映画部への妨害工作も並行して行う。
また、裕福な家の出身であり、学院祭で上映する予定のCG映画『ファイナルフロンティアサーガ』の制作にあたっては親のコネを利用して資金調達をしている。

### 『GREENHORN』にのみ登場
野沢 拓哉（のざわ たくや）
主人公。姓名はデフォルト名につき変更可能。『GREEN』本編終了後から久しい11月9日、武蔵ヶ丘学院へ転校してきた。家庭の事情によって転校を繰り返してきたことから後ろ向きな性格をしているが、級友になった真理子との会話を通じ、少しずつ前向きに変わっていく。
柳沢（やなぎさわ）
武蔵ヶ丘学院2年生。名前は不明。拓哉の級友で、掴みどころの無い性格をしている優男。

## スタッフ
- 企画：bucci、滝美梨香
- プロデューサー：bucci
- 脚本：MAB
- 総監督、絵コンテ、演出：滝美梨香
- メインプログラム：Production StarHole
- プログラム：sneer
- メインキャラクターデザイン：古美明（スタジオオルフェ）
- サブキャラクターデザイン：松俊一、滝美梨香
- 作画監督：松俊一
- 新規イベントカット作画：十重五重（『GREENHORN』のみ）
- 音響：アトリエピーチ
- 音楽：ham、TeeD
- 発売、販売：ジェイ・ノード[注 4]（『GREEN』のみ）、毎日コミュニケーションズ（『GREENHORN』のみ）、シューティングスター（『GREEN SE』のみ）

## 主題歌
GREEN 〜秋空のスクリーン〜
「君の事」
作詞：MAB / 作曲：ham / 歌：千鶴伽
「Evergreen〜唯一つ」
作詞、歌：村田あゆみ / 作曲：高井ウララ
『GREEN 〜秋空のスクリーン〜 DVD EDITION』で使用される予定。本編BGMの「真琴」が元となっている。『GREEN DVD edition Original soundtracks』に収録。
GREENHORN
「君の事 acoustic version (at Studio Greenbird) 」
『GREEN』で使われた同曲のアコースティックバージョン。『GREEN 〜秋空のスクリーン〜 sound track』に収録。

## 関連商品
小説
GREEN 〜それぞれのスクリーン〜
著者：関町台風
2000年に『BugBug』で掲載。2000年11月号から2001年3月号まで連載されていたが、単行本化されていない。
GREEN 〜秋空のスクリーン〜
著者：永沢壱朗 / 装画：古美明 / 本文イラスト：滝美梨香 / 発売日：2000年7月15日 / ISBN 9784847033506
内容はCD-ROM版に準じているが、セックス描写や上映結果などが異なる。
CD
GREEN 〜秋空のスクリーン〜 sound track
発売元：香港上海商会有限会社、株式会社オーマガトキ / 販売元：日本コロムビア株式会社 / 発売日：2000年9月21日
CD2枚組。1枚目のCDには12曲のフルアレンジBGMと2曲のボーカル曲のCD-DAに加えて原画集や声優インタビューなどを収録したCD-EXTRAを、2枚目のCDにはCD-ROM版の後日談ドラマを収録。
GREEN DVD edition Original soundtracks
発売元：サイトロン・デジタルコンテンツ / 販売元：webcity / 発売日：2005年10月26日
CD2枚組。『GREEN 〜秋空のスクリーン〜 DVD EDITION』のオリジナルサウンドトラック盤。全曲の編曲をFUSE//FUNKが担当。
ムック本
GREEN AM BOOK Color of GREEN
発売元：毎日コミュニケーションズ / 発売日：2000年11月24日 / ISBN 9784839903695
『GREEN』本編の紹介とスタッフやキャストインタビューを『Color』本誌に、外伝『GREENHORN』を付録CD-ROMに収録。
『GREENHORN』には『GREEN』と同様にアニメで展開されるセックスシーンが存在するが、本誌込みで書籍として扱われているため、モザイク処理は開発当時のコンピュータソフトウェア倫理機構の規定に沿った厳しいものではない。
その他
- 2022年12月には、Q-sixより広瀬真理子の美少女フィギュアが発売される予定である[6]。

## 発売
ジェリーフィッシュは本作でも『ラブエス』に次ぐ回数の発売延期を重ねた結果、1999年12月24日未明のマスターアップを経て年末直前のプレス工場納品と店頭発売を迎えた。そのため、一部のショップでは十分な本数を揃えられず、発売日当日に買えなかったり、予約分も購入できないなどの状況となった。
『GREEN』の売上を受け、2000年11月24日にはムック本『GREEN AM BOOK Color of GREEN』（発売元：毎日コミュニケーションズ。以降、『Color』と表記）が発売された。『GREEN』本編の紹介を『Color』本誌に、『GREEN』本編で人気を博したサブヒロインの広瀬真理子をメインヒロインに据えて後日談を描いた外伝『GREENHORN』を付録CD-ROMにそれぞれ収録したことから、これも重版されるほどの売上を得た。
```
2001年には『
BugBug
』（発売元：
マガジン・マガジン
→
富士美出版
）同年4月号から、真理子をメインヒロインとした短編漫画『
真理子ちゃんがイク!!
』の連載が滝美梨香の作画で開始され、2022年現在も連載中
[
注 12
]
[
6
]
。『GREEN』のDVD-ROM版が開発中である（詳細は
#DVD-ROM版
を参照）。行本版『真理子ちゃんがイク!!』では、『GREENHORN』のDVD-ROMが付録となった
[
6
]
。
```

## 評価
南敏久は書籍『美少女ゲームマニアックス』に寄せたレビューの中で、本作のアニメパートの大半がHシーンに費やされている点や、アングルやアニメーションパターンの多彩さから、「アダルトゲーム版やるドラ」と評価し、主役の2人がアダルトビデオの役者のようにも見えたと述べている。
また、南は淡々とした撮影現場になれたところへ本気のHシーンが入ってくるインパクトがすごい反面、引いてしまうひとがでてくるのではないかと指摘している。

## DVD-ROM版
『GREEN 〜秋空のスクリーン〜 DVD EDITION』のタイトルで、現在開発中。グラフィックの原画からの描き直し、800x600への高解像度化、一部キャラクターのシナリオ追加などが施された内容となる予定。
これに先駆け、2011年4月28日には『GREEN』をWindows XP/Vista/7へ対応させた『GREEN 〜秋空のスクリーン〜 STANDARD EDITION』が発売された。
しかし、『電撃姫』（発売元：メディアワークス）2006年3月号に掲載された制作発表後開発は遅々として進んでおらず、bucciと滝美梨香は後発作品『SISTERS 〜夏の最後の日〜 ULTRA EDITION』の発売に際して『BugBug』2013年3月号に掲載されたスタッフインタビューで、その旨を明かしている。